# Peter van Inwagen
Peter van Inwagen (nascido em 21 de setembro de 1942, Estados Unidos) é um filósofo analítico e Professor Cardeal John O'Hara de Filosofia na Universidade de Notre Dame. Ele já lecionou na Universidade de Syracuse e obteve seu doutorado na Universidade de Rochester, sob a direção de Richard Taylor e Keith Lehrer. Van Inwagen é uma das principais figuras na metafísica contemporânea, filosofia da religião e da filosofia de ação.

## Ensaios
- A incompatibilidade de livre-arbítrio e determinismo
- Sobre dois argumentos para o compatibilismo

## Livros
- Thinking about Free Will. Cambridge: Cambridge University Press. 2017. ISBN 978-1-107-16650-9
- Existence: Essays in Ontology. Cambridge: Cambridge University Press. 2014. ISBN 1-1076-2526-2
- The Problem of Evil. Oxford: Oxford University Press. 2006. ISBN 0-19-924560-6
- Ontology, Identity, and Modality: Essays in Metaphysics. Cambridge: Cambridge University Press. 2002. ISBN 0-521-79164-2
- The Possibility of Resurrection and Other Essays in Christian Apologetics. Boulder, CO: Westview Press. 1998. ISBN 0-8133-2731-8
- God, Knowledge and Mystery: Essays in Philosophical Theology. Ithaca: Cornell University Press. 1995. ISBN 0-8014-8186-4
- Metaphysics. Boulder, CO: Westview Press. 2002 [1993]. ISBN 0-8133-9055-9
- Material Beings. Ithaca: Cornell University Press. 1990. ISBN 0-8014-8306-9
- An Essay on Free Will. Oxford: Oxford University Press. 1983. ISBN 0-19-824924-1